# 托勒密的最後時光
《托勒密的最後時光》（英語：The Last Days of Ptolemy Grey）是一部美國劇情串流電視有限劇集，由沃爾特·莫斯利為Apple TV+創作，改編自莫斯利的2010年同名小說。主演陣容包括山繆·傑克森、多米妮可·斐許巴克、辛希亞·麥克威廉姆斯、戴蒙·蓋普頓和玛莎·斯蒂芬妮·布莱克。影集2022年3月11日首播，2022年4月8日完結，全劇共6集。
《托勒密的最後時光》提名七項黑盤電視獎，並贏得其中四項。

## 劇情概要
一名患有癡呆症的91歲孤獨老人暫時能夠記起他的過去，並利用這段時間調查他侄子的死因。

## 演員
- 山繆·傑克森飾演托勒密·格雷[2]
- 多米妮可·斐許巴克飾演羅賓
- 辛希亞·麥克威廉姆斯飾演仙雅
- 戴蒙·蓋普頓飾演柯伊多格
- 玛莎·斯蒂芬妮·布莱克飾演妮采
- 華頓·哥金斯飾演魯賓醫生

## 發行
《托勒密的最後時光》2022年3月11日於Apple TV+首播。

## 外部連結
- 互联网电影数据库（IMDb）上《托勒密的最後時光》的资料（英文）